# 민도로섬
민도로섬(타갈로그어: Mindoro)은 필리핀을 구성하는 섬의 하나로, 필리핀에서 일곱 번째로 크다. 루손섬의 서남부에 위치하고 있다. 민도로 남부 해안은 술루해 북동쪽의 극단을 형성하고 있다.

## 지리
루손은 베르데섬 수로를 끼고 남서쪽에 위치하고, 팔라완은 민도로 해협 건너 북동쪽에 파나이섬과 세미라라 제도를 끼고 북서쪽에 위치한다. 서쪽으로는 남중국해, 동쪽으로는 내해인 시부얀해가 있다.

## 역사
고대의 중국 상인은 이곳을 ‘마이’(摩逸)라고 불렀다. 스페인 사람들은 이곳을 ‘금광’을 뜻하는 미나 데 오로(Mina de Oro)라고 불렀으며, 이것이 현재의 이름이 되었다. 작고한 사학자 윌리엄 헨리 스콧에 따르면, 송나라의 공식 역사 기록에 972년에 마이를 중국의 교역 상대라고 언급하고 있다. 마이를 언급한 다른 사초에도 민도로가 등장하고 있다.
태평양 전쟁 중에 일본군이 이곳을 점령했지만, 1944년 12월 15일에 미군은 루손섬을 탈환하기 위한 발판으로 민도로 섬에 상륙을 감행하여 민도로섬 전투가 벌어졌다. 해군은 상륙한 미군을 저지하기 위해 레이호 작전을 실시하였고, 망가린만에 7척의 돌격부대를 투입하여 미군에 피해를 주고 빠졌다. 이것은 태평양 전쟁에서 일본군 최후의 승리가 되었지만 전황에 큰 영향을 미치지 못했다. 결국 민도로섬의 일본군은 산 속으로 패주하여 기아와 전염병에 시달렸고, 현지 게릴라와의 전투로 대부분이 사망했다. 오오카 쇼헤이는 민도로섬에서 포로가 되어 이후에 이 섬을 무대로 한 수많은 전기 소설을 썼다. 1956년 일본의 항복을 알지 못한 채 민도로섬 산 속에서 숨어지내던 4명의 잔류 일본군이 귀국했다.

## 행정 구역
1921년부터 1950년까지는 섬 전체가 하나의 주였다. 현재는 서민도로주와 동민도로주 두개의 주로 분할되어 있다. 두 주를 나누고 있는 것은 해발 2,500m가 넘는 산맥이며, 섬 전체가 산악 지형으로 특히 서부의 서민도로 주의 교통이 불편하다. 섬의 북서쪽 해안에 카타비테 수로를 끼고 루방섬 등 여러 섬으로 이루어진 루방 제도가 산재해 있다.

## 경제
민도로섬의 경제의 대부분은 농업에 의존하고 있다. 쌀, 옥수수 등의 곡물 재배, 감귤류, 바나나, 란자 , 람부탄 등 매우 많은 종류의 과일을 재배하며, 코코야자를 중심으로 사탕수수와 땅콩 등의 재배지이기도 하다. 또한 양어장(메기, 젖빛고기, 틸라피아), 목축업, 가금류 등을 키우기도 한다. 임업과 대리석, 구리 광산도 활발하다.
관광업도 가장 큰 비중으로 차지하고 있는 산업이며, 아포리프 국립공원, 루방섬 동해안의 해변 리조트, 푸에르토 갈레라, 사반 비치, 하루콘 산 등 관광지이다.

## 주민

### 주민
타갈로그족과 중앙 산악 지대에는 여덟 부족으로 구성된 소수 민족인 망얀족이 살고 있다.

### 언어
주된 언어는 타갈로그어이지만, 민도로섬의 타갈로그어는 남쪽에 인접한 비사야 제도의 제어(諸語)(비사야어)나 중앙 산악부에 사는 여덟부족으로 된 소수민족 망얀족(Mangyan)언어의 영향이 큰 방언이다. 필리핀어나 타글리시(영어가 섞인 마닐라 대도시의 타갈로그어) 등 공통어나 도시어는 푸에르토갈레라나 칼라판 시 주위에서 쓰이고 있다. 비사야어나 망얀어도 화자가 많다. 그 밖에 루손섬 북부의 일로카노어나 몇 가지의 외국어(영어, 푸젠어, 조금 스페인어)도 말하는 사람이 있다.

### 종교
주요 종교는 기독교(로마 가톨릭)이다. 그러나 선주민인 망얀족의 종교는 주로 애니미즘이다.

## 교통
- 필리핀 산호세 공항

### 동영상
- Born to be Wild: Mindoro, 19 June 2008